# Radu Anton Roman
Radu Anton Roman, né le 19 août 1948 à Făgăraș et décédé le 29 août 2005 à Bucarest, est un journaliste, écrivain et producteur de télévision roumain, surtout connu pour ses écrits sur des thèmes culinaires.
Epicurien, il meurt d'une crise cardiaque le 29 août 2005 à Bucarest.

## Ouvrages
- Des poissons sur le sable, éditions Noir sur Blanc, 1997
- Savoureuse Roumanie : 358 recettes culinaires et leur histoire, éditions Noir sur Blanc, 2004